# Iochroma lyciifolia
Iochroma lyciifolia är en potatisväxtart som beskrevs av Carl Lebrecht Udo Dammer. Iochroma lyciifolia ingår i släktet Iochroma och familjen potatisväxter. Inga underarter finns listade i Catalogue of Life.